# Эглофштейн, Август Карл фон
Барон Август Карл фон унд цу Эглофштейн (Эглофштайн) (нем. August Karl von Egloffstein, полное имя August Friedrich Karl von und zu Egloffstein; 1771—1834) — саксен-веймарский военный деятель, генерал-майор.

## Биография
Родился 15 февраля 1771 года в замке Эглофштайн. Был сыном барона Карла фон Эглофштейна (нем. Karl von Egloffstein, 1736—1773) и Софии фон Тюна (нем. Sophie von Thüna, 1742—1807).
После ранней смерти отца воспитывался в Берлине своим дядей по материнской линии — прусским генералом Августом Вильгельмом фон Тюна (1722—1787). Затем продолжил обучение военному делу и в 1784 году стал служить юнкером в полку дяди, а после его смерти в звании лейтенанта служил в полку «Lichnowski». В 1793—1794 годах принимал участие в Польской кампании.
На молодого офицера обратил внимание герцог Саксен-Веймар-Эйзенахский и предложил ему уволиться с военной службы. Но Август-Карл остался служить и 18 февраля 1795 года стал обер-лейтенантом, а 18 декабря 1796 года — капитаном. В 1807 года был повышен до полковника и затем — бригадира.
В 1808 году он женился в Веймаре на Isabelle Waldner von Freundstein (1785—1869), дочери барона Gottfried Waldner von Freundstein (1757—1818). У них было двое сыновей и две дочери. В Веймаре Август Карл фон Эглофштейн стал членом масонской ложи Anna Amalia zu den drei Rosen.
Участвовал в Освободительной войне в Германии на стороне французов, принимал участие во многих сражениях, дослужившись до чина генерал-майора. Эглофштейн был командующий войсками Рейнского союза. В 1815 году стал комендантом города Шарлевиль-Мезьер.
Умер 15 сентября 1834 года во время нахождения на курорте в городе Бад-Киссинген.

## Награды
- Был награждён многими наградами, среди которых российский орден Святого Георгия 4-й степени (№ 2968; 20 августа 1814).